# Evelyn Nguleka

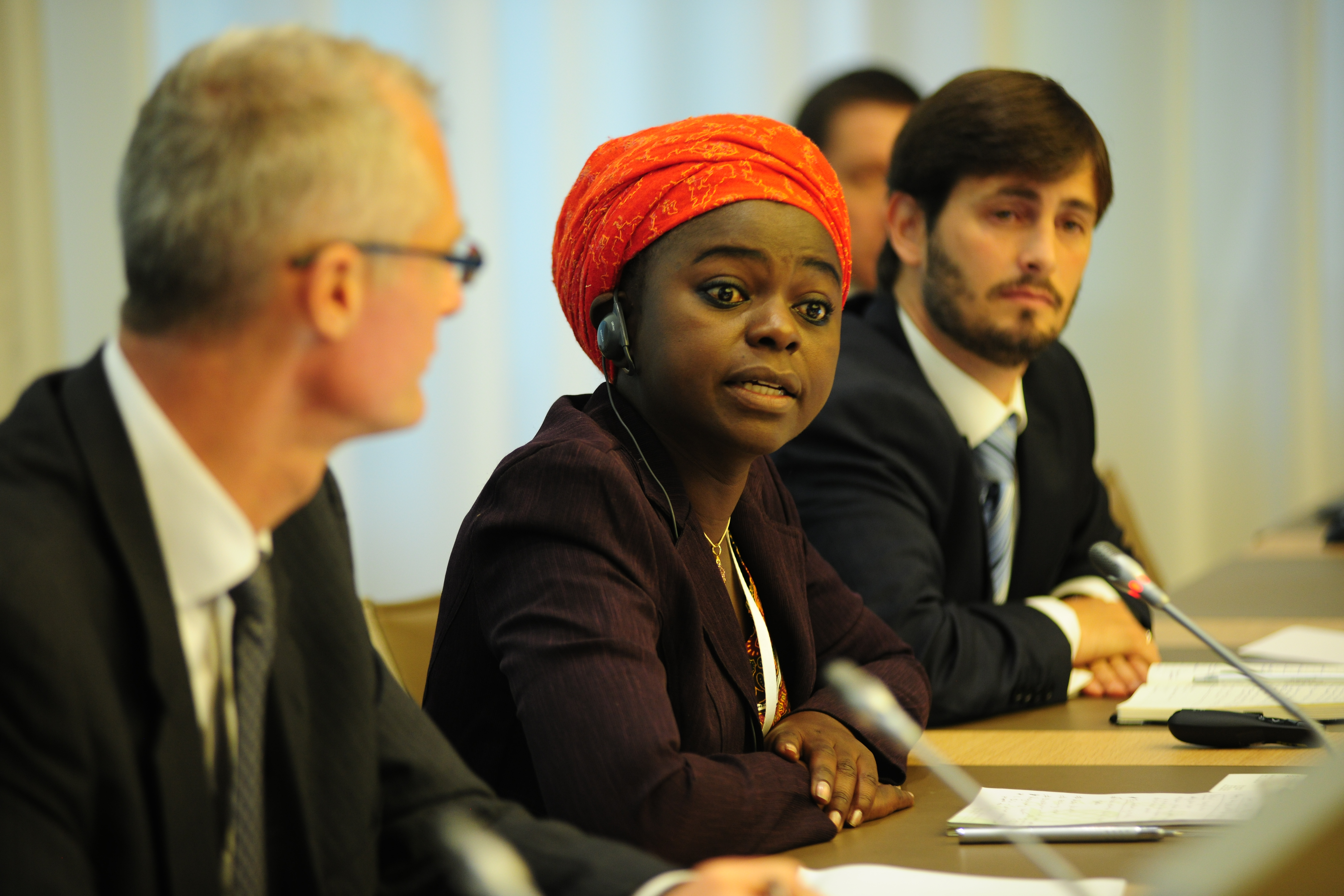
Evelyn Nguleka bei einem Treffen der Welthandelsorganisation 2015

Evelyn Nguleka (26. Januar 1970 – 5. Februar 2017 in Lusaka) war Präsidentin des Weltbauernverbandes und des sambischen Bauernverbandes.

## Leben
Evelyn Nguleka war eine ausgebildete Tierärztin; sie studierte an der Universität von Sambia. Darüber hinaus hatte sie einen internationalen Abschluss in Geflügelzucht und war in diesem Bereich auch als Kleinbäuerin aktiv. 2013 wurde sie als erste Frau in das Präsidentenamt des sambischen Bauernverbandes Zambia National Farmers Union (ZNFU) gewählt. Sie war zuvor Vizepräsidentin dieses Verbandes. Im Oktober 2014 wurde sie zur Interimspräsidentin des Weltbauernverbandes ernannt und im Juni 2015 von der Generalversammlung des Verbandes in Mailand als Präsidentin bestätigt. Ihr besonderes Interesse galt stets Frauen und jungen Menschen in der Landwirtschaft.
Im September 2016 wurde Evelyn Nguleka aufgrund des Verdachts der Untreue verhaftet. Ihr wurde vorgeworfen, Gelder aus Finnland und Schweden veruntreut zu haben, die zur Förderung von Kleinbauern gedacht waren. Sie starb im Februar 2017 auf der Intensivstation eines Krankenhauses in Lusaka. Als Todesursache wurde eine nicht näher benannte Krankheit angegeben.